# ISO/IEC 7810

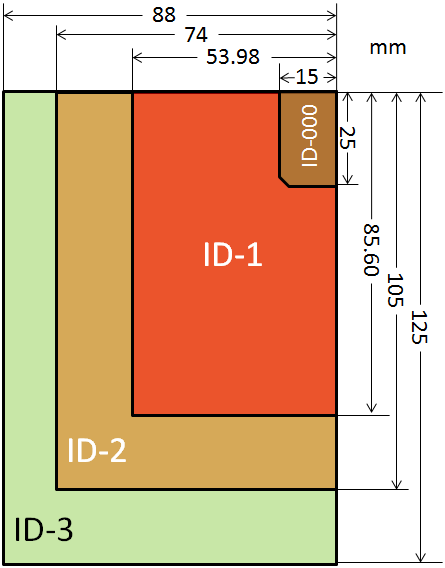
ISO/IEC 7810 크기의 묘사.

ISO/IEC 7810:2003는 ID 카드에 관한 국제 표준으로 ID-1, ID-2, ID-3, ID-000의 4가지 규격이 있다.

## 카드 크기
표준은 4가지 카드 크기를 정의한다: ID-1, ID-2, ID-3, ID-000.
| 포맷   | 크기             | 용도                           |
| ------ | ---------------- | ------------------------------ |
| ID-1   | 85.60 × 53.98 mm | 대부분의 은행 카드와 ID 카드   |
| ID-2   | 105 × 74 mm      | 프랑스 및 기타 ID 신분증, 비자 |
| ID-3   | 125 × 88 mm      | 여권                           |
| ID-000 | 25 × 15 mm       | SIM 카드                       |

모든 카드 크기의 두께는 0.76 mm (1/32 in)이다.

### ID-1

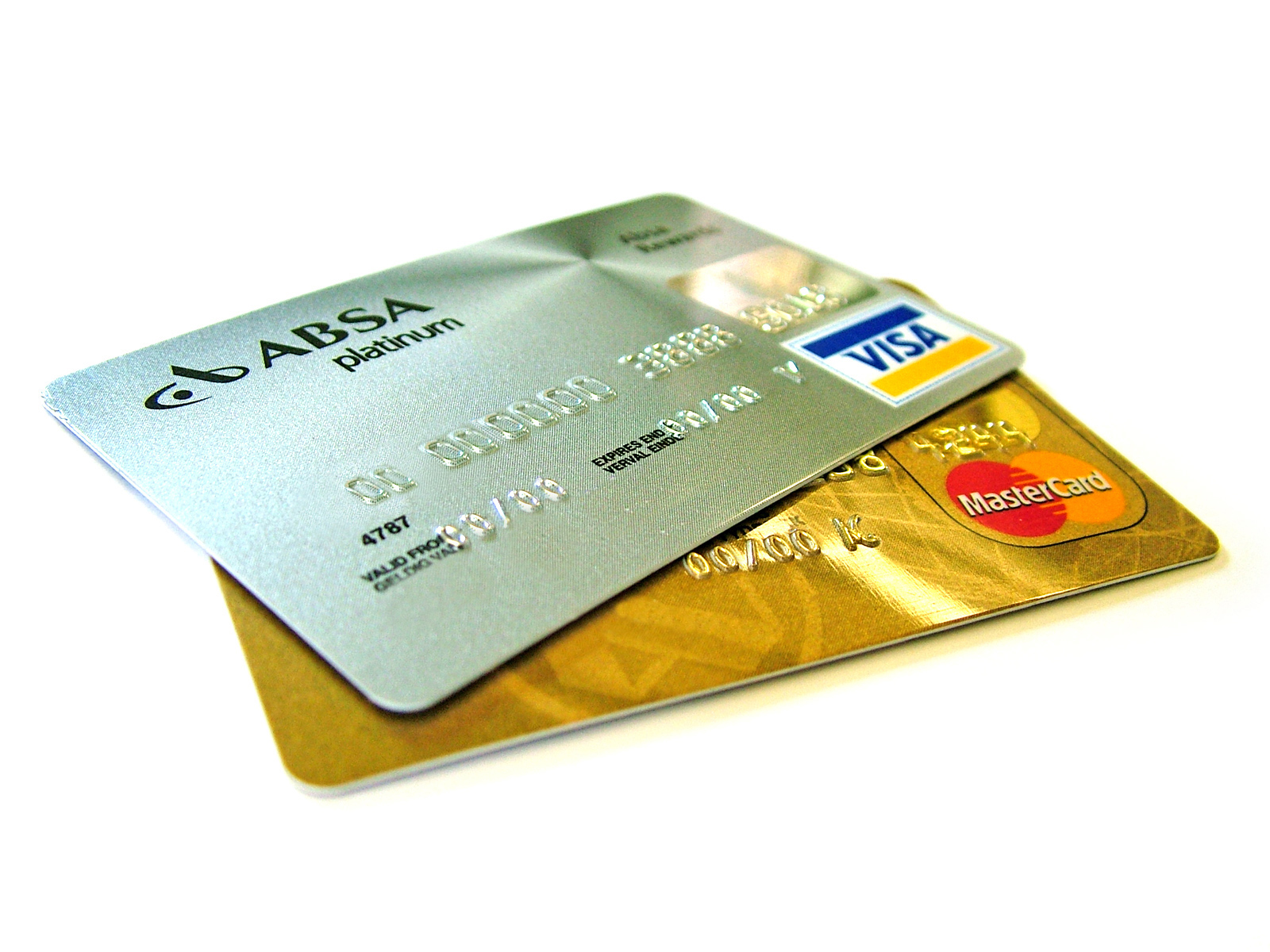
ID-1 규격의 신용카드

ID-1 규격은 85.60 × 53.98 밀리미터 (3.370 × 2.125 인치)이다. 대부분의 은행 카드들(신용 카드, 현금 카드)이 이 규격을 따른다. 여러 나라(대한민국, 미국, 캐나다, 오스트레일리아, 유럽연합 등)에서 운전면허증 규격으로 사용되며, 칠레, 파키스탄, 대한민국 등의 개인 신분증이 이 규격이다.
두 변의 비율은 (1.5858:1)로서 황금비(1.618:1)보다 조금 작다.

### ID-2
ID-2 규격은 105 × 74 밀리미터 (4.134 × 2.913 인치)이다. 이 크기는 A7 용지(ISO 216)의 크기와 같다. 독일의 개인 신분증이 이 규격을 따른다. ID-1보다 약간 큰 이 형식은 얼굴 사진을 잘 알아볼 수 있는 장점이 있으며, 지갑에 넣어다니기에도 무리가 없다.

### ID-3
ID-3 규격은 125 × 88 밀리미터 (4.921 × 3.465 인치)이다.
이것은 B7 용지(ISO 216)의 크기와 같다. 이 규격은 전 세계적으로 여권과 사증에 널리 사용되고 있다. 국제 표준화 기구(ISO)와 국제 시민 항공 기구(ICAO)의 합의 아래, ICAO가 기계 판독 여행 문서(MRTD) 표준을 개발하였다.

### ID-000

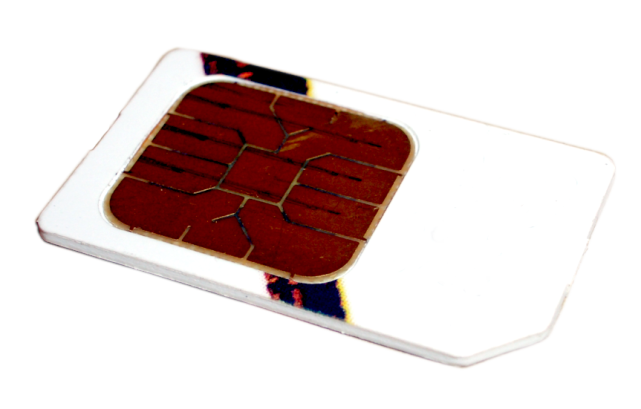
ID-000 규격의 SIM 카드

ID-000 규격은 25 × 15 밀리미터이다. SIM 카드가 이 형식을 따른다.

## 같이 보기
- ISO
- RFID